# Явантроп
Явантроп (нгандонгська, або солойська людина; лат. Homo erectus soloensis) — викопна людина, залишки якої (11 неповних черепів і 2 великі гомілкові кістки) були виявлені в 1931–1933 роках у відкладеннях верхнього плейстоцену острова Ява, поблизу селища Нгандонг, на березі річки Соло.
Спочатку, через пізній геологічний вік (60-50 тисяч років тому) та деякі морфологічні особливості, явантропа відносили до палеоантропів. Проте згодом, з огляду на ряд вкрай примітивних особливостей черепа (малий обсяг мозкової частини 1100 см³ та ін), явантропа стали відносити до архантропів (до пітекантропа). Численні ушкодження на черепах деякі вчені пов'язують з існуванням серед явантропів канібалізму, «полювання за головами» і «культу черепів».